# Ulisse Aldrovandi
Pour les articles homonymes, voir Aldrovandi.
Ulisse Aldrovandi, né le 11 septembre 1522 à Bologne et mort le 4 mai 1605 dans cette même ville, est un scientifique italien de la Renaissance.

## Vie
Son père est le comte Teseo Aldrovandi, notaire et secrétaire au sénat de Bologne, sa mère, Veronica Marescalchi, est cousine d'Ugo Boncompagni (qui deviendra plus tard pape sous le nom de Grégoire XIII).
Orphelin de bonne heure (1529), il reçoit une première éducation par des précepteurs privés. Il étudie l'arithmétique auprès d'Annibale della Nave et, en 1537, devient comptable auprès d'un marchand de Brescia pendant un an. Il entreprend alors un voyage qui le mène de Rome à Saint-Jacques-de-Compostelle.
De retour à Bologne en 1539, sous la pression de sa famille, il abandonne ses projets de voyage pour suivre les enseignements des humanités et du droit dans les universités de Bologne et de Padoue et devient notaire en 1542.
Aldrovandi abandonne le notariat en 1547 pour se consacrer à ses centres d'intérêt. Il se tourne tout d'abord vers la philosophie et la logique avant de s'intéresser également à la médecine.

### Accusé d'hérésie
Il est accusé d'hérésie en 1549 car il est soupçonné d'entretenir des relations avec l'anabaptiste Camillo Renato. Malgré son abjuration solennelle, il est emprisonné à Rome où il reste dix-huit mois. Durant sa semi-détention, il découvre la botanique, la zoologie et la géologie (de nombreux historiens pensent que c'est lui qui le premier a employé ce terme).
Aldrovandi rencontre à cette époque Guillaume Rondelet alors à Rome ainsi que Paolo Giovio (1486-1552).
En 1550, il rédige son premier texte, Delle statue romane antiche, che per tutta Roma, in diversi luoghi, et case si veggono dans un livre sur les antiquités romaines de Lucio Mauro qui paraîtra sous le titre de Le antichità de la città di Roma en 1556.

### Sa vocation scientifique

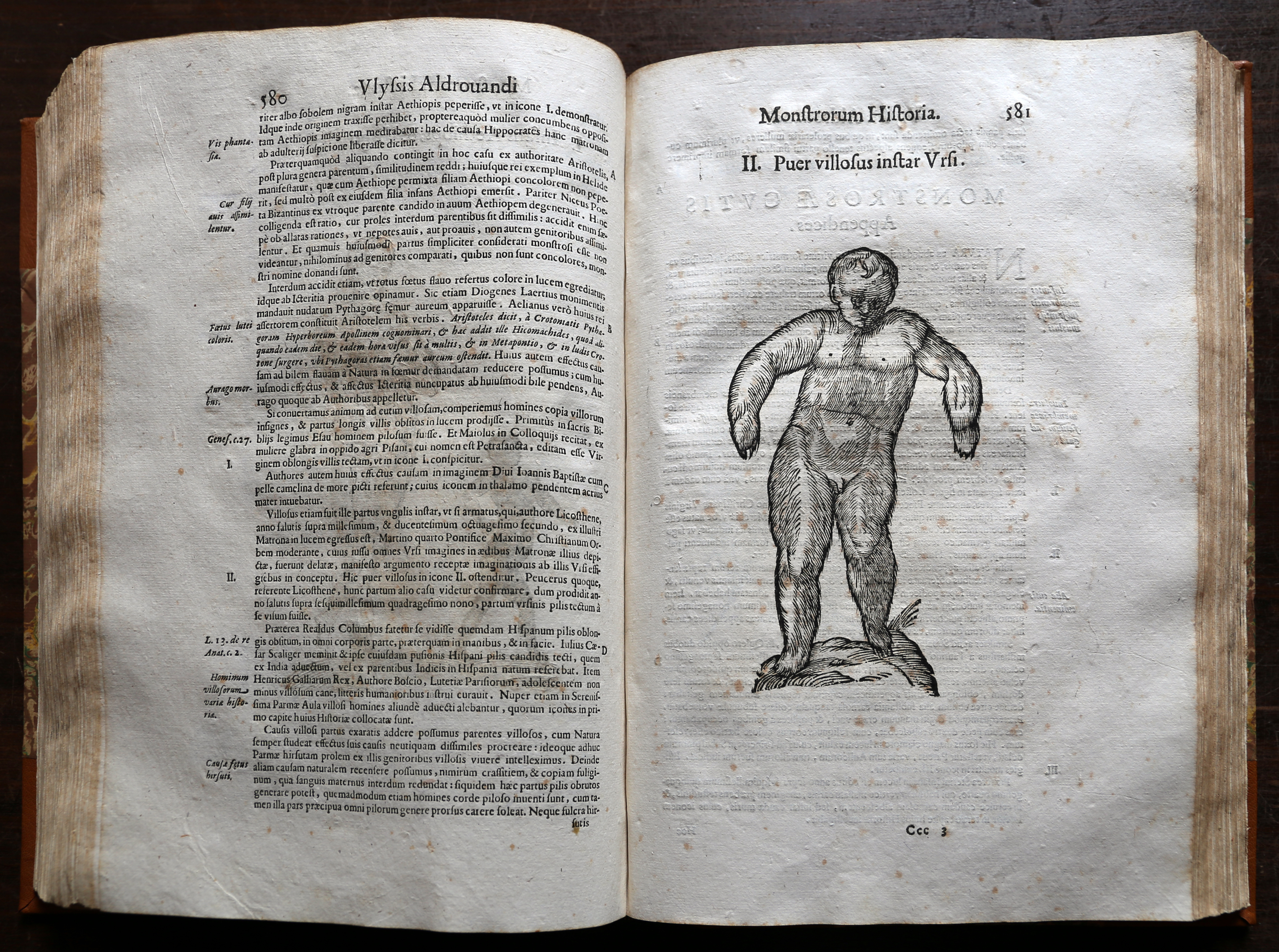
Monstrorum Historia.

Il rentre à Bologne en 1551 et commence à approfondir ses connaissances sur la botanique, la zoologie, la minéralogie et, bien sûr, la médecine. Il commence à s'intéresser aux dissections anatomiques, qu'il pratiquera toute sa vie.
Entre 1551 et 1554, il organise plusieurs expéditions pour collecter des végétaux pour son herbier. C'est sans doute en 1551, qu'il rencontre et se lie d'amitié avec Luca Ghini, botaniste, qui enseignait alors à Pise. Les plantes ne sont pas ses seuls intérêts et il profite de ses excursions pour récolter des animaux et des minéraux.

### L'enseignement
Il obtient un titre de docteur en médecine et en philosophie le 23 novembre 1553 et commence à enseigner cette dernière et la logique à l'université de Bologne en 1554. Cette même année, il herborise dans la campagne environnante avec plusieurs scientifiques comme Luigi Anguillara, Andrea Alpago, Francesco Calzolari et bien d'autres.
De passage à Padoue, il se lie d'amitié avec le médecin Gabriele Falloppio. Il projette de visiter le jardin de simples de Venise mais Pietro Andrea Michiel, grand anatomiste italien, alors en froid avec Falloppio lui en interdit l'accès.
En 1556, Aldrovandi commence à développer ses études botaniques sur la base de l'examen des organes reproducteurs, voie qui sera par la suite développée par Andrea Cesalpino. Cette même année, il commence à enseigner la botanique médicale.
En 1559, il devient professeur de philosophie et, en 1561, il devient le premier professeur d'histoire naturelle à Bologne (son cours s'intitule lectura philosophiae naturalis ordinaria de fossilibus, plantis et animalibus).
En 1564, il commence à chercher des appuis auprès du sénat bolonais pour obtenir la création d'un jardin botanique dans sa ville, projet qui n'aboutit qu'en 1568. En avril 1565, sa femme Paola meurt et, en octobre de la même année, il se remarie avec Francesca Fontana qui l'assistera dans toutes ses recherches.

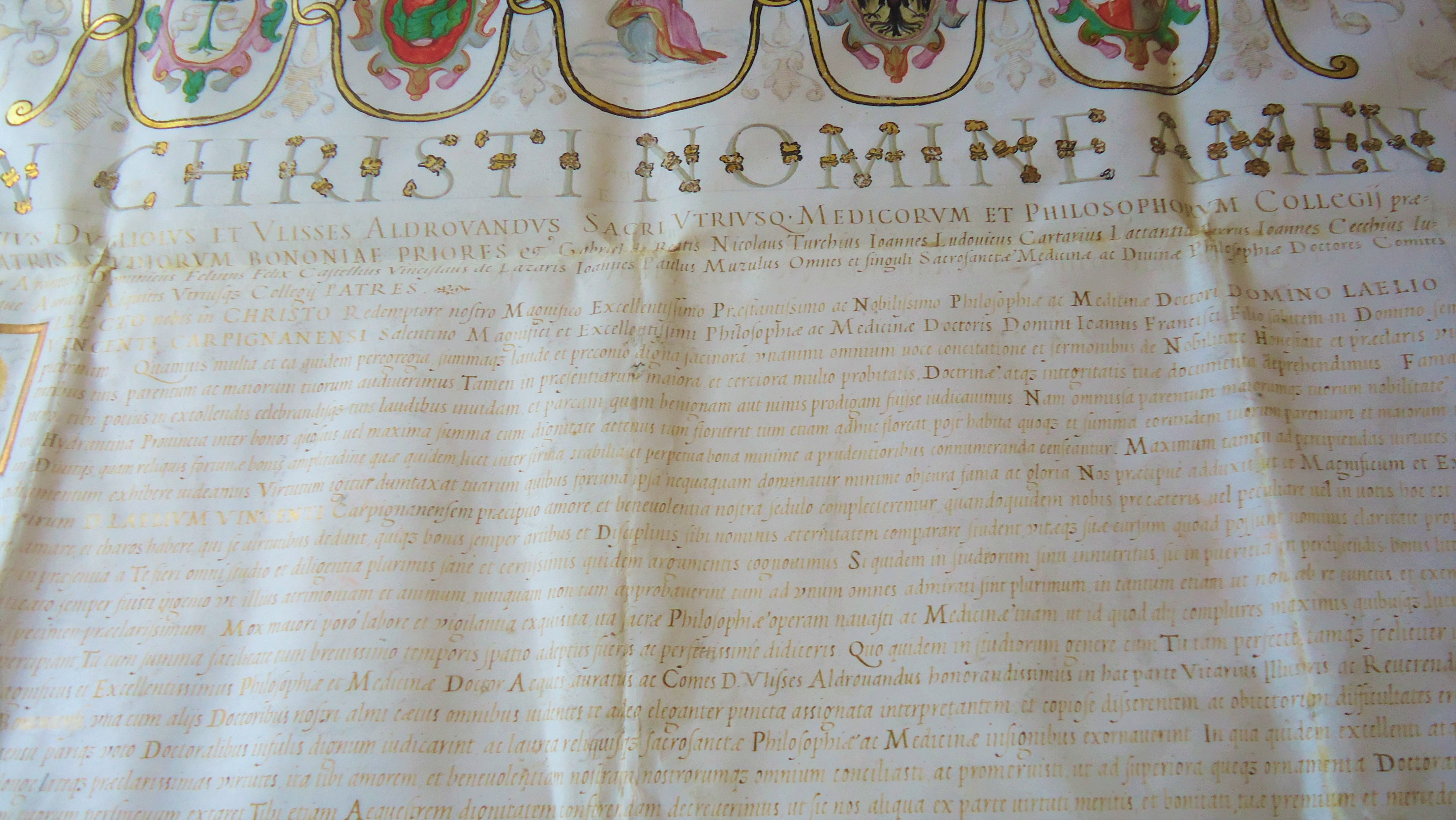
Diplôme de médecine et philosophie de Lelio Vincenti, Université de Bologne, 1587. Incipit sous le nom d'Ulisse Adrovandi.

### Ses publications

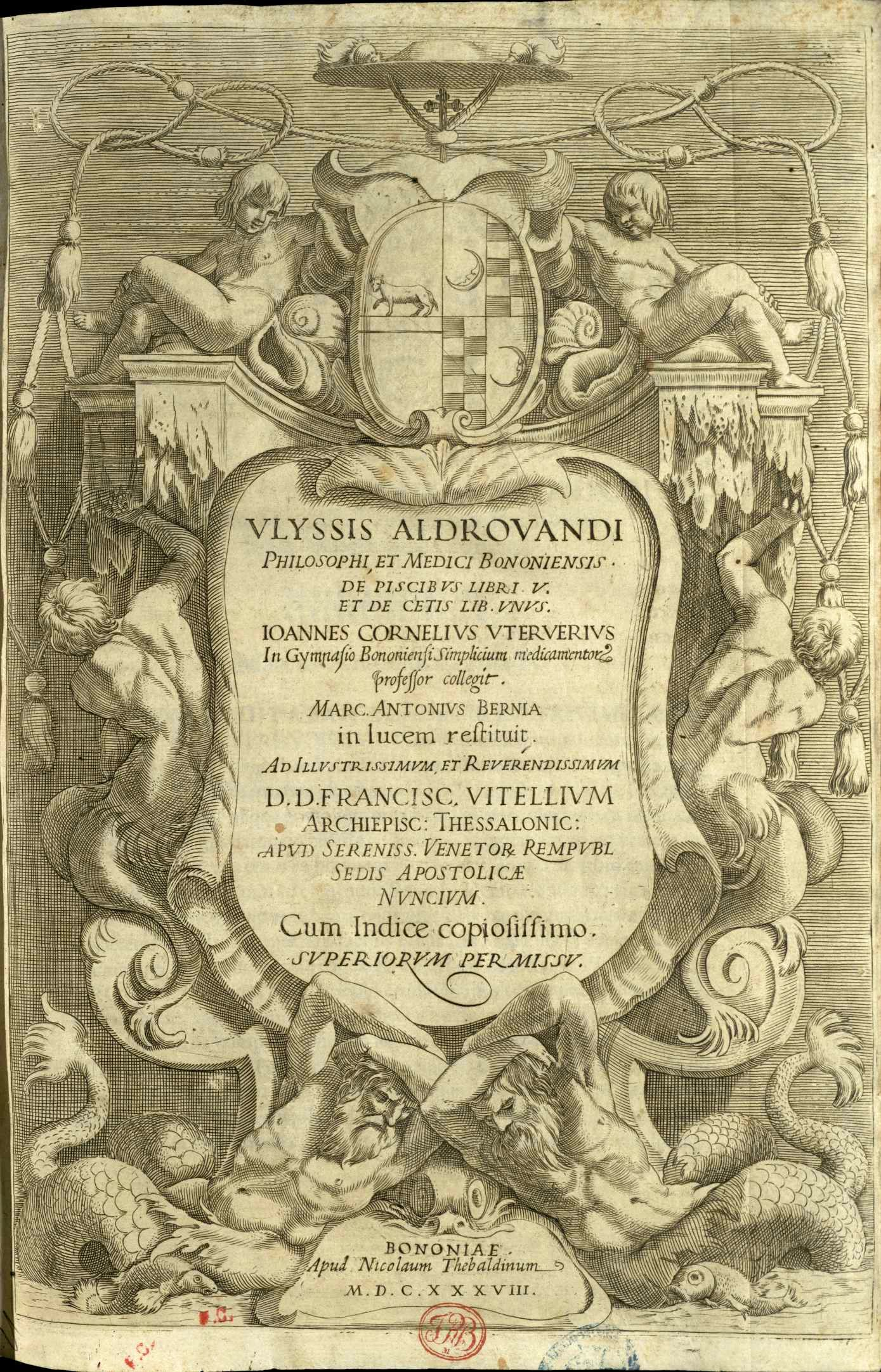
De piscibus, 1661.

À partir de 1570, Aldrovandi va publier de nombreux livres où il expose ses découvertes. Il continue l'étude des matières médicales tout en faisant régulièrement des excursions pour étudier la nature qu'il y rencontre.
Il fait régulièrement paraître des ouvrages tandis que son cabinet de curiosités s'accroît régulièrement, il comptera plus de 18 000 pièces à la fin de sa vie.
Il forme un grand projet pour l'édition d'une vaste encyclopédie d'histoire naturelle. Il signe en 1594, un contrat avec l'éditeur vénitien Francesco de Franceschi. Mais la faillite de celui-ci empêche l'édition de cette encyclopédie, seuls trois volumes d'ornithologie et un d'entomologie paraissent du vivant d'Aldrovandi.
Aldrovandi lègue à sa mort 3 600 livres imprimés et environ 300 manuscrits au sénat de Bologne, qui est chargé de les conserver dans un endroit adapté. Un muséum sera créé en 1617 et recevra, outre les collections d'Aldrovandi, son herbier de plus de 7 000 spécimens.
En muséologie, il fait partie des auteurs majeurs, comme Cassiano dal Pozzo, qui ont marqué leur temps par la création de "musée de papier" : des recueils d’œuvres et de savoirs qui par leur transmission permettaient de créer des cabinets dématérialisés sur papier.
Son œuvre scientifique apparaît aujourd'hui, en regard de nos critères, comme désuète [Interprétation personnelle ?]. Georges Cuvier dira d'elle que c'est «une immense compilation sans goût ni génie» et que si on supprimait tous les passages inutiles, il n'en resterait qu'un dixième. Pourtant, Aldrovandi, avec d'autres scientifiques de son temps, va constituer une étape importante dans l'émergence de la science biologique moderne.

## Travaux

### La botanique
À sa demande et sous sa direction, un jardin botanique ouvert au public est créé à Bologne en 1568. À la suite d'une controverse avec les pharmaciens et les médecins de sa ville, en 1575, on lui supprime le droit d'enseigner. En 1577, il sollicite l'aide du pape Grégoire XIII (un cousin de sa mère) pour obtenir des autorités de Bologne la restitution de ses charges ainsi qu'une aide financière pour faire paraître ses ouvrages. Il lègue ses immenses collections naturalistes à l'université de Bologne permettant ainsi la création d'un muséum d'histoire naturelle, fondé en 1550, l'un des premiers en Europe. Son herbier, commencé probablement en 1550 ou 1551, était ainsi constitué de plus de 7 000 échantillons qu'Aldrovandi utilisait durant son enseignement.

## L'ornithologie

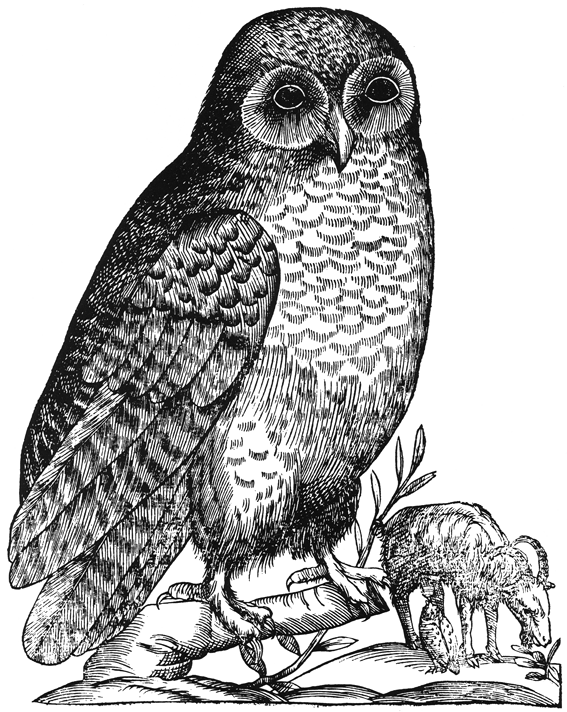
Hibou extrait de l’Ornithologiae d'Aldrovandi.

Les trois livres constituant le volume XII de son Histoire naturelle paraissent du vivant d'Aldrovandi. En 1599, paraît le premier tome sous le titre d'Ornithologiae, hoc est de avibus historia libri XII consacré aux rapaces. En 1600, Ornithologiae tomus alter est consacré aux oiseaux terrestres utilisés dans l'alimentation et aux oiseaux chanteurs. Enfin, en 1603, Ornithologiae tomus tertius, ac postremus, traite des oiseaux aquatiques ou vivant à proximité de l'eau.
Aldrovandi y décrit de nombreuses espèces nouvelles, notamment en provenance d'Amérique, d'Afrique et d'Asie. Parmi celles-ci, on peut citer le Casoar, plusieurs toucans et calaos. Il mentionne même une espèce de pie provenant du Japon.
Son œuvre n'est pas exempte d'erreurs, puisqu'il confond les dindons venant d'Amérique avec les pintades venant d'Afrique, ce qui lui vaudra de virulentes critiques. Il est moins érudit et écrit avec moins de style que Conrad Gessner, mais ses illustrations sont meilleures et sa classification plus évoluée.
Il donne les noms grecs, hébreux, arabes, latins et italiens. Il donne, pour chaque espèce, des descriptions détaillées où il précise ses mœurs, son régime alimentaire, les techniques de capture et d'élevage, sa qualité culinaire, son utilité en médecine, la place qu'elle occupe dans les emblèmes ou la mythologie, sacrée ou profane, les proverbes ou les symboles. Il s'intéresse aussi à l'anatomie et l'incubation des œufs.
Par bien des aspects, son œuvre est très originale et contient de nombreuses informations jamais publiées auparavant : par exemple, des illustrations anatomiques pour décrire le mouvement des mandibules chez les perroquets.

### L'herpétologie
C'est Bartolomeo Ambrosini, professeur à Bologne, qui édite les deux livres sur les serpents et les lézards après la mort d'Aldrovandi : Serpentium et Draconum historiæ libri duo. Vingt-deux chapitres sont consacrés aux reptiles et six à des lézards ainsi qu'à quelques animaux fabuleux comme le dragon.

## L'entomologie
En 1602, il fait paraître De animalibus insectis libri septem, cum singulorum iconibus ad vivum expressis consacré aux insectes et à d'autres invertébrés.

## Critique
Dans Les Mots et les choses (p. 54-55 et 141), Michel Foucault traite l'œuvre d'Aldrovandi comme caractéristique du système de pensée de la Renaissance. En particulier, cet auteur lui sert de levier pour montrer que son travail scientifique n'était pas moins rigoureux que celui de Buffon, mais reposait seulement sur une autre disposition fondamentale du savoir, ou épistémè. Ce qui a changé, de l'un à l'autre, n'est pas le degré de rigueur scientifique, mais le type de discours qu'on attendait d'un scientifique, la conception de l'ordre.
Il repose dans la Basilica di Santo Stefano à Bologne.

## Ouvrages
Publiés de son vivant :
- Ornithologiae, hoc est de avibus historiae libri XII. (De avibus), Bologne, 1599.
- Ornithologiae, tomus alter, Bologne, 1600.
- Ornithologiae, tomus tertius ac postremus, Bologne, 1603.

Publiés à titre posthume :
- De reliquis animalibus exanguibus, Bologne, 1606.
- De quadrupedibus solidipedibus, Bologne, 1616.
  - Caput I. De quadrupedibus (Chevaux)
  - Caput II. De asino (Âne)
  - Caput III. De onagro (Onagre)
  - Caput IV. De mulo (Mulet)
  - Caput V. De asinis cornutis (Âne cornu)
  - Caput VI. De monocerote sive unicorni proprie dicto (Licorne)
  - Caput VIII. De zebra indica (Zèbre indien)
  - Caput IX. De elephanto (Éléphant)
  - Caput X. De ebore (Ivoire)
- Quadrupedum omnium bisulcorum historia (De quadrupedibus bisulcis), Bologne, 1621.
  - Caput I. De bove (Bœuf)
  - Caput II. De bobus feris, et primum De uro (Aurochs)
  - Caput III. De bisonte (Bison)
  - Caput IV. De bonaso (Bonnacon)
  - Caput V. De bubalo veterum
  - Caput VI. De buffelo, sive bubalo vulgari
  - Caput VII. De bove strepticerote
  - Caput VIII. De ove (Mouton)
  - Caput IX. De capra, et hirco (Chèvre et Bouc)
  - Caput X. De capris sylvestribus, et primum in genere
  - Caput XI. De caprarum sylvestrivim speciebus, et primum De dorco, sive rupicapra (Gazelle Dorcade ou Chamois)
  - Caput XII. De dama (Daim)
  - Caput XIII. De ibice (Ibex)
  - Caput XIV. De bubalo sive bubalide (Buffle)
  - Caput XV. De pygargo (Blesbok)
  - Caput XVI. De caprea plinii, sive capreolo (Chevreuil)
  - Caput XVII. De capra strepsicerote
  - Caput XVIII. De dama vulgari
  - Caput XIX. De capra moschi
  - Caput XX. De mosco (Moschidés)
  - Caput XXI. De capra sive hirco bezaartico
  - Caput XXII. De lapide bezoar
  - Caput XXIII. De suhak scytharum
  - Caput XXIV. De oryge (Oryx)
  - Caput XXV. De oryge oppiani
  - Caput XXVI. De capra auribus demissis
  - Caput XXVII. De cervo (Cerf)
  - Caput XXVIII. De cervo palmato
  - Caput XXIX. De tragelapho (Tragelaphus)
  - Caput XXX. De tarando (Renne)
  - Caput XXXI. De rangifero (Rangifère)
  - Caput XXXII. De alce (Élan)
  - Caput XXXIII. De rhinocerote (Rhinocéros)
  - Caput XXXIV. De camelo (Chameau)
  - Caput XXXV. De camelopardale (Girafe)
  - Caput XXXVI. De sue, synonymia, et etymologia (Porc)
  - Caput XXXVII. De apro, locus, et generatio (Sanglier)
- De quadrupedibus digitatis viviparis libri tres, et De quadrupedibus digitatis oviparis libri duo, 1637.
- De piscibus libri V, et De cetis lib. unus, Bologne, 1638.
- De animalibus insectis libri septem, cum singulorum iconibus ad vivum expressis, Bologne, 1638.
- Serpentum, et Draconum historiae libri duo, Bologne, 1640.
- Monstrorum historia, Bologne, 1642.
- Musaeum metallicum, Bologne, 1648.
- Dendrologiae naturalis scilicet arborum historiae libri duo, Bologne, 1667.